# José Calassanç Vives y Tuto
José Calassan Vives e Tuto OFM Cap (15 de fevereiro de 1854 - 7 de setembro de 1913) foi um influente teólogo católico espanhol , membro dos frades capuchinhos e, a partir de 19 de junho de 1899, cardeal . Em 1908, ele se tornou o primeiro prefeito do que hoje é conhecido como a Congregação para os Institutos de Vida Consagrada e Sociedades de Vida Apostólica e ocupou o cargo até a sua morte.  Ele era bem conhecido por sua posição conservadora.

## Link Externo
- Karl Hausberger: José Calassanç Vives y Tuto. Em: Biographisch-Bibliographisches Kirchenlexikon (BBKL).